# Argelouse
Argelouse település Franciaországban, Landes megyében. Lakosainak száma 96 fő (2022. január 1.). Argelouse Saint-Symphorien, Belhade, Mano és Sore községekkel határos.

## Népesség
A település népességének változása:
| Lakosok száma | 37   | 55   | 54   | 81   | 91   | 85   | 93   | 97   | 99   | 96   |
|               | 1968 | 1982 | 1990 | 2006 | 2013 | 2015 | 2017 | 2019 | 2020 | 2022 |